# Lago Rõuge Suurjärv
Rõuge Suurjärv é um lago no sul da Estônia, no município rural de Rõuge, região de Võru com uma área de 13,5 hectares.
É o lago mais profundo da Estônia com uma profundida média de 11,9 metros e máxima de 38 metros.